# Loreley (Schiff, 1912)
Loreley war der Name eines Schiffes, das zeitweise in Berlin als Fahrgastschiff genutzt wurde.

## Geschichte
Das Schiff wurde 1912 unter der Baunummer 153 auf der Werft der Gebr. Wiemann in Brandenburg an der Havel als Schlepp- und Personendampfer für die Firma H. Schröder in Magdeburg gebaut und erhielt zunächst den Namen Frida-Martha. Der Doppelschraubendampfer war 40 Meter lang und 6,5 Meter breit und wurde von zwei Compound-Dampfmaschinen mit je 130 PS angetrieben. Seinen neuen Namen Loreley erhielt er offenbar in Berlin.
Wilhelm Klempin und Joseph Seel betrieben die Reederei Klempin & Seel in Berlin. Sie ersetzten ihr älteres und kleineres Schiff Sirene in den 1930er-Jahren durch die Loreley. Sie setzten das Schiff für Fahrten ab der Michaelbrücke zu Zielen an der Oberspree ein. 1935 durften mit dem Dampfer 572 Personen befördert werden. Die Loreley war so groß wie die Berolina der Reederei Bauer, hatte aber die klassische Dreiteilung unter dem Hauptdeck: Kessel- und Maschinenraum lagen zwischen der vorderen und der hinteren Kajüte. Die Fahrgäste mussten also auf das Hauptdeck wechseln, um von der Vorder- zur hinteren Kajüte zu gelangen und umgekehrt. Die großen Berliner Dampfer Wintermärchen, Columbus und Berolina hatten dagegen unter Deck seitliche Gänge. Die Loreley war laut Groggert im Jahr 1937 bezogen auf das Platzangebot für Fahrgäste das elftgrößte Fahrgastschiff in Berlin. Sie gehörte damals noch Klempin & Seel.
Im Binnenschifferforum wurde nach verschiedenen gedruckten Quellen folgende Schiffsbiographie rekonstruiert: Schon ein Jahr nach der Auslieferung an Heinrich Schröder sei das Schiff in den Besitz der Reederei Gustav Stahlberg in Magdeburg übergegangen und zum Fahrgastschiff umgebaut worden. 1917 sei es zur Schifffahrtsabteilung des Feldeisenbahnchefs des Großen Generalstabs gekommen, ab 1918 sei es bei der Oberelbischen Dampfschiffahrtsgesellschaft in Hamburg in Verwendung gewesen. Später, die Jahresangaben sind hier ungenau und widersprechen zum Teil auch den Angaben Kurt Groggerts, habe es kurzzeitig als Fortuna zur Vierländer Dampfschiffahrts-Gesellschaft Bergedorf gehört, danach sei es als Loreley zu Klempin & Seel gekommen, später aber von der Reederei Nobiling in Berlin genutzt worden. Die Loreley sei auch im Charter der Stern und Kreisschiffahrt gefahren und im Zweiten Weltkrieg verlorengegangen. Ein Forumsmitglied aus Moskau ergänzte den Thread aber um die Information, das Schiff sei in der Nachkriegszeit als Reparationsleistung von der Sowjetunion übernommen worden und habe dort den Namen Sewastopol getragen.